# Евдокия Яковлевна Лос
Евдокия Яковлевна Лос (на беларуски: Еўдакія Якаўлеўна Лось) е беларуска съветска журналистка, преводачка, поетеса и писателка на произведения в жанр лирика и детска литература.

## Биография и творчество
Родена е на 1 март 1929 г. в село Старина, Витебска област, Белоруска ССР, СССР, в селско семейство. През 1934 г. семейството ѝ се премества в Ушачи, където родителите ѝ работят в окръжната печатница. Преди началото на Великата отечествена война завършва 5 клас, а след 7-ми клас учи в Педагогическото училище в Глубокое в периода 1945 – 1948 г.
След завършването му работи като литературен работник на белоруския младежки вестник „Чирвоная змена“ и в периода 1951 – 1952 г. в детския вестник „Зорка“.
През 1955 г. се дипломира във филологическия факултет на Минския педагогически институт „Максим Горки“. Докато следва и след това, работи като редактор по език и литература в Учебно-педагогическото издателство на Белорусската ССР в периода 1952 – 1959 г.
През 1961 г. завършва Висшите литературни курсове в Москва. От 1961 г. е редактор на Учебно-педагогическото издателство на Белорусската ССР, а след това като литературен редактор на белоруския вестник „Звязда“ до 1963 г. В периода 1970 – 1972 г. е изпълнителен секретар на списание „Работница и сялянка“. В периода 1975 – 1977 г. е главен редактор на детското списание „Вяселка“.
Дебютира със стихотворението „Момичешко сърце“, което е публикувано през 1948 г. в списание „Работник и сялянка“. Следват и други стихотворения в Полоцки вестник и вестник „Болшевик Знамя“. Член е на Съюза на писателите на СССР от 1957 г.
Първата ѝ книга, сборникът ѝ с поезия „Сакавік“ (Март), е издадена през 1958 г.
Става известна като лирически поет, автор на детска проза и поезия. Поезията ѝ е искреното чувство на любов към Родината, към хората, към биографията на тези, които са преживели войната като деца, чиято младост съвпада с следвоенната загриженост за възстановяването на страната, към човешките взаимоотношения и трудната съдба на жените. По стиховете ѝ са направени песни.
Тя превежда през 1977 г. на беларуски език стихове на руския поет Сергей Баруздин в сборника „Страната, в която живеем“.
Евдокия Яковлевна Лос умира на 3 юли 1977 г. в Минск, БССР, СССР.
На нейно име е наименувана улица във Витебск, а в близост до регионалната библиотека в града има неин паметник. Нейното име носи и окръжната библиотека в град Ушачи. Част от литературното ѝ наследство се съхранява в Държавния музей за история на белоруската литература и Беларуския държавен архив-музей на литературата и изкуството.

## Произведения

### Поезия
- Сакавік (1958)
- Палачанка (1962)
- Людзі добрыя (1963)
- Хараство (1965)
- Яснавокія мальвы (1967)
- Вянцы зруба (1969) – избрано
- Перавал (1971) – стихове и поеми
- Галінка з яблыкам (1973)
- Лірыка (1975)
- Лірыка ліпеня (1977) – стихове и поеми
- Валошка на мяжы (1984) – избрано

#### Поезия за деца
- Абутая елачка (1961)
- Казка пра Ласку (1963)
- Вяселікі (1964)
- Зайчык-выхваляйчык (1970)
- Дванаццаць загадак (1974)
- Смачныя літары (1978)

### Детска литература (сборници с разкази)
- Пацеркі (1966)
- Травіца брат-сястрыца (1970)
- Дзесяць дзён у Барку (1984)